# Favocassidulina
Favocassidulina es un género de foraminífero bentónico de la subfamilia Cassidulininae, de la familia Cassidulinidae, de la superfamilia Cassidulinoidea, del suborden Buliminina y del orden Buliminida. Su especie tipo es Pulvinulina parvus. Su rango cronoestratigráfico abarca desde el Mioceno medio hasta la Actualidad.

## Discusión
Clasificaciones previas incluían Favocassidulina en el suborden Rotaliina del orden Rotaliida.

## Clasificación
Favocassidulina incluye a las siguientes especies:
- Favocassidulina australis
- Favocassidulina favus
- Favocassidulina indica
- Favocassidulina parvus
- Favocassidulina subfavus